# Verwaltungsgemeinschaft Heldburger Unterland
De Verwaltungsgemeinschaft Heldburger Unterland in het Thüringische Landkreis Hildburghausen is een gemeentelijk samenwerkingsverband (Verwaltungsgemeinschaft) waarbij zich op 30 september 1994 zeven gemeenten aansloten. Straufhain trad op 31 december 2013 als achtste gemeente toe. Het bestuurscentrum bevindt zich in het stadje Bad Colberg-Heldburg.

## Deelnemende gemeenten
- Bad Colberg-Heldburg
- Gompertshausen
- Hellingen
- Schlechtsart
- Schweickershausen
- Straufhain
- Ummerstadt
- Westhausen

## Inwonertal
| - 1994 – 6062 - 1995 – 5762 - 1996 – 5754 - 1997 – 5730 - 1998 – 5634 - 1999 – 5675 | - 2000 – 5634 - 2001 – 5596 - 2002 – 5552 - 2003 – 5500 - 2004 – 5463 - 2005 – 5409 | - 2006 – 5367 - 2007 – 5259 - 2008 – 5178 - 2009 – 5112 - 2010 – 5053 - 2011 – 5115 | - 2012 – 5088 - 2013 – 7837 - 2014 – 7780 - 2015 - 7796 |

 Gegevens van het Thüringer Landesamt für Statistik; het betreft steeds de stand op 31 december
Steden: Bad Colberg-Heldburg · Eisfeld · Hildburghausen · Römhild · Schleusingen · Themar · Ummerstadt

Verwaltungsgemeinschaften: Feldstein · Heldburger Unterland

Overige gemeenten: Ahlstädt · Auengrund · Beinerstadt · Bischofrod · Brünn/Thür. · Dingsleben · Ehrenberg · Eichenberg · Gompertshausen · Grimmelshausen · Grub · Hellingen · Henfstädt · Kloster Veßra · Lengfeld · Marisfeld · Masserberg · Oberstadt · Reurieth · Schlechtsart · Schleusegrund · Schmeheim · Schweickershausen · St. Bernhard · Straufhain · Veilsdorf · Westhausen